# Schnelldampfer des NDL

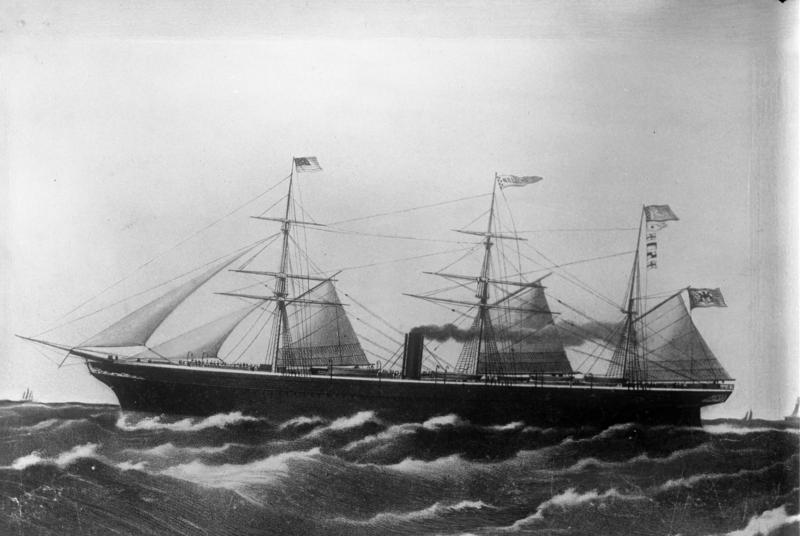
Von Caird kamen 1858 die Bremen (s. Bild) und die Newyork

Der 1857 gegründete Norddeutsche Lloyd setzte ab 1881 Schnelldampfer ein und konnte bis 1890 die meisten Abfahrten im Nordatlantik-Dienst anbieten.

## Einführung
Am 20. Februar 1857 wurde der Norddeutsche Lloyd (NDL) in Bremen von Hermann Heinrich Meier und Eduard Crüsemann in Bremen mit dem Ziel gegründet, einen regelmäßigen Nordatlantik-Dienst aufzubauen. Der Dienst mit 14-täglichen Abfahrten von Bremerhaven wurde 1858 mit je zwei auf den Werften Caird & Company (Greenock, Schottland) und Palmers (Jarrow, England) gebauten neuen Dampfern begonnen. Diese Schiffe hatten genietete Kofferkessel und waren zum Antrieb mit Niederdruck-Dampfmaschinen ausgestattet; der Dampfdruck lag unter 2 bar. Die durch zwei Schiffsunglücke (Hudson, Weser) 1858 verursachten Schwierigkeiten machten jedoch schon 1861 ein Neubeginn erforderlich.

## Hansa-Klasse

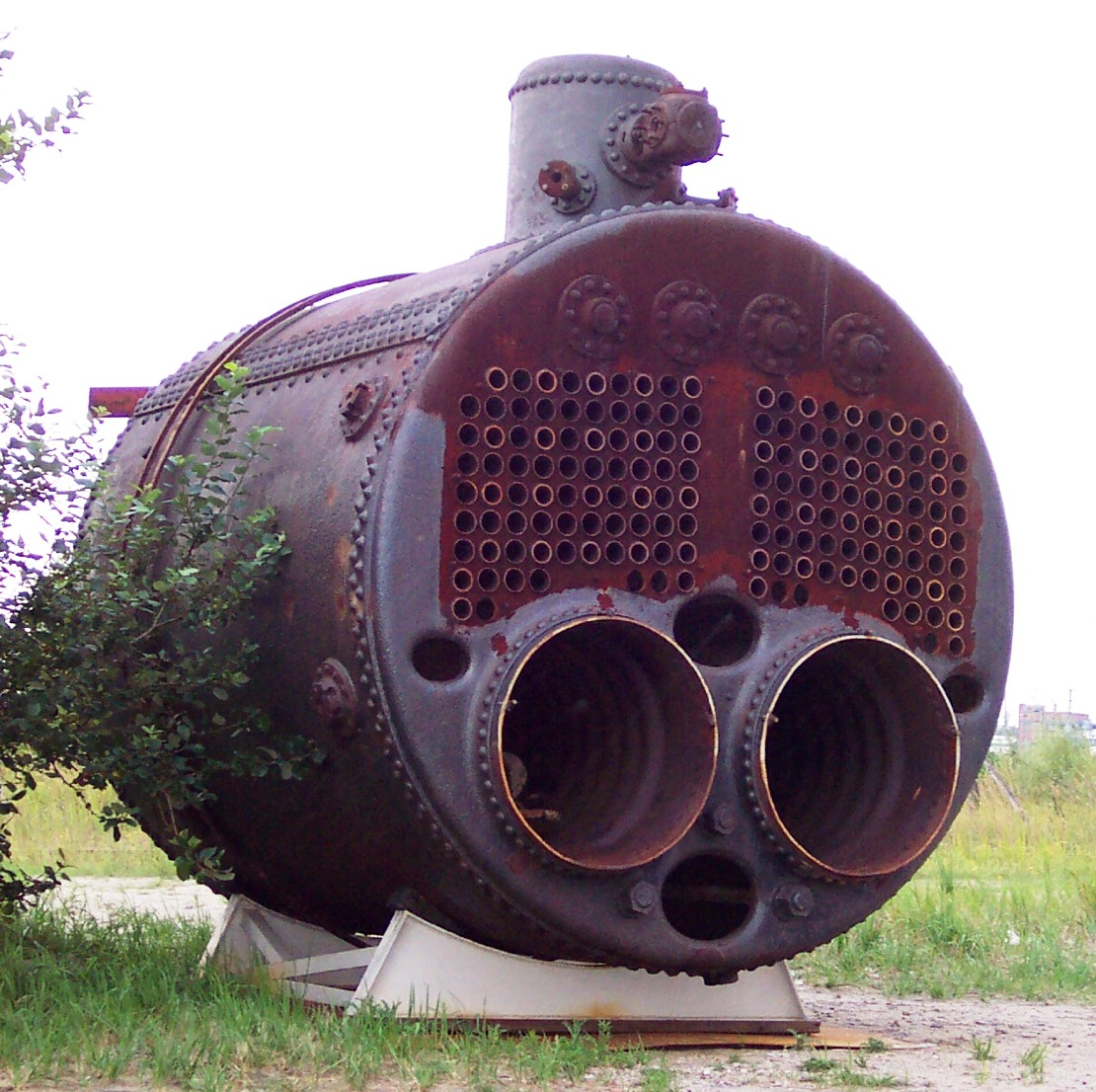
Zylinderkessel mit zwei Flammrohren

Ab August 1861 wurden von Caird & Company mit der Hansa der nächste Neubau für den NDL geliefert, es kamen bis 1868 von dieser Werft acht weitere dazu. Diese als Hansa-Klasse bezeichneten Dampfer mit 2700 bis 3000 BRT hatten eine indizierte Leistung von 1500 bis 2000 PSi, die 11 bis 13 Knoten liefen. Neben Stückgut waren Kabinen für 160 bis 180 Passagiere vorhanden, außerdem war Platz für 480 bis 700 Zwischendecks-Passagiere. Ab 1863 konnte wieder der 14-tägliche Dienst von Bremerhaven nach New York angeboten werden, der mit Ablieferung aller Schiffe auf wöchentliche Abfahrten verdichtet wurde.

## Strassburg-Klasse
Die Schiffe der Strassburg-Klasse (mit ähnlichen Abmessungen) wie die Salier, wurden von den Werften Caird & Company in Greenock (7 Schiffe), Earle’s Shipbuilding and Engine Company in Hull (4 Schiffe) und R. Steele & Co. In Greenock (2 Schiffe) gebaut und von 1872 bis 1875 an den NDL abgeliefert. Die Schiffe wurden zum Teil auch in der 1867 gegründeten Baltimore-Linie, im 1871 begonnenen Westindien-Dienst und die Oder wurde 1886 als erster Postdampfer des NDL nach Ostasien eingesetzt.

## Technologie der Schnelldampfer im Nordatlantik-Dienst

Prinzip der Dreifach-Expansionsmaschine

Großbritannien stand beim Schiffbau und Maschinenbau an der Spitze und zu dieser Zeit erfolgten hier große Fortschritte im Bau von Schiffen und Dampfmaschinen. Der Dampfdruck stieg um 1850 bis 1865 von 0,5 über 2 auf 4 bar. Durch den Einbau von Überhitzern konnte der Sattdampf überhitzt werden und Oberflächenkondensatoren lösten die Einspritzkondensatoren ab. Der höhere Druck konnte in den neuen Verbundmaschinen mit zwei Zylindern unterschiedlichen Durchmessers durch die zweifache Expansion abgebaut werden und ergab eine um 30 % bessere Dampfnutzung. Die erhebliche Leistungssteigerung führte zu höheren Geschwindigkeiten der Schiffe.

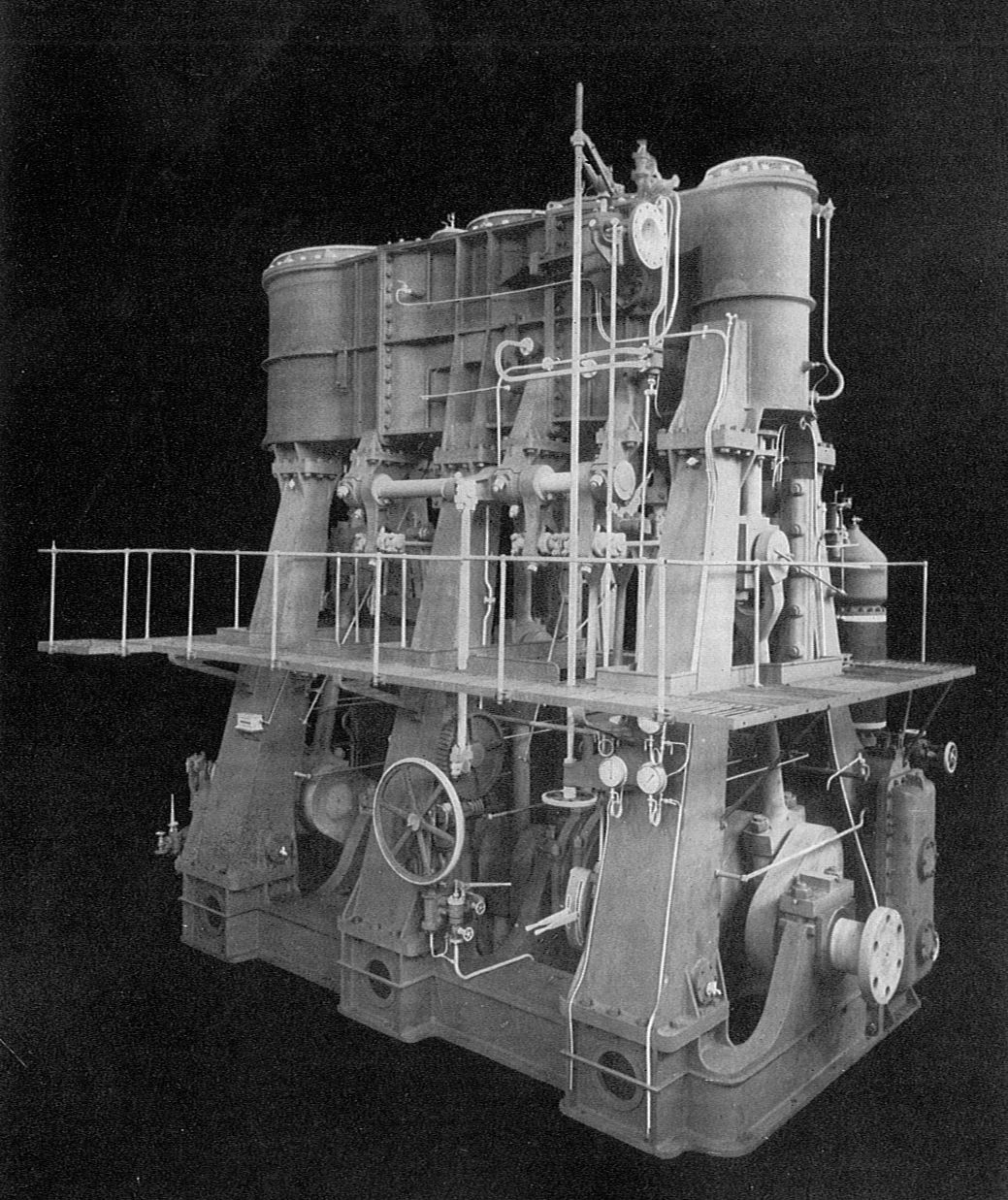
Dreifach-Expansionsmaschine
Durch den Übergang auf Zylinderkessel wurde der Dampfdruck gesteigert. Die Erhöhung auf 8 bis 10 bar erforderte Dreifach-Expansionsmaschinen, um den Dampfdruck in den drei Expansionsschritten in den Hochdruck-, Mitteldruck- und Niederdruckzylindern in mechanische Arbeit umzuwandeln. Dabei nahm durch die Expansion das Dampfvolumen enorm zu, und die Zylinderdurchmesser wurden in jeder Stufe größer. Bei der Niederdruckstufe wurden die Durchmesser zu groß, daher wurden dann mindestens zwei Niederdruckzylinder notwendig.
Englische Reeder setzten diese Fortschritte schnell um und erhöhten um 1880 die Geschwindigkeit im Nordatlantik-Dienst mit dem Einsatz von Dreifach-Expansionsmaschinen auf 14 bis 16 Knoten. Insgesamt reduzierte sich der spezifische Kohlenverbrauch in den 30 Jahren von 1860 bis 1890 von etwa 2 kg/PSih auf 0,7 kg/PSih um den Faktor 3.

## Schnelldampfer der Elbe-Klasse

Der Schnelldampfer Elbe wurde 1861 von John Elder & Company an den Norddeutschen Lloyd abgeliefert

Das veranlasste den NDL mit dem Direktor Johann Georg Lohmann an der Spitze zum Bau von Schnelldampfern der Elbe-Klasse, die 1880 bei John Elder & Company (Glasgow) bestellt wurden.
John Elder & Company
Die Elbe, die 1881 in Dienst gestellt wurde, hatte 4 Zylinderkessel für einen Nenndruck von 5,6 bar, eine Verbundmaschine (Zweifachexpansion) mit 3 Zylindern und lief mit 5200 PSi die im Bauvertrag geforderten 16 Knoten. Sie hatte eine Vermessung von rund 4500 BRT. Die Jungfernreise erfolgte im Juni 1881 und die Reise von Southampton nach New York dauerte 8,5 Tage.
Die fünf bei Elder gebauten Schnelldampfer boten Platz für fast 330 Kajütpassagiere und rund 150 Zwischendeckspassagieren. Die Ems, die 1884 als 5. Schiff von Elder abgeliefert wurde, war mit rund 4700 BRT vermessen und hatte schon 6 Zylinderkessel für einen Nenndruck von 6,7 bar.
Fairfield SB & Eng. Co. Ltd

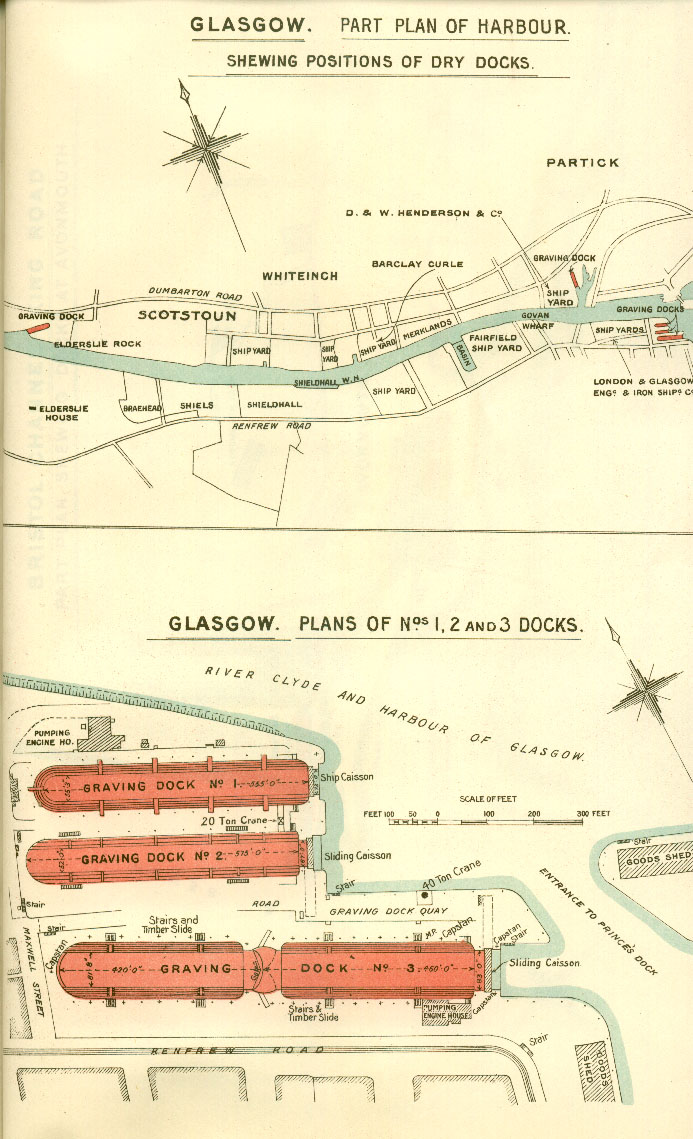
Werft Fairfield SB & Eng. Co. Ltd Glasgow

Die folgenden 4 Schnelldampfer für den NDL kamen von der Werft Fairfield SB & Eng. Co. Ltd Glasgow und hatten eine Vermessung von fast 5000 BRT. Die 6 Zylinderkessel hatten einen auf 10,5 bar erhöhten Nenndruck. Die Aller (1886) war der erste Schnelldampfer mit einer Dreifachexpansionsmaschine und lief mit der Leistung von 7000 PSi 17 Knoten bzw. die Lahn mit 8700 PSi sogar 18 Knoten.
AG Vulcan Stettin
Von der Stettiner Maschinenbau Actien-Gesellschaft Vulcan kamen 1890 die Havel und die Spree mit fast 7000 BRT Vermessung. Die Dreifachexpansionsmaschinen mit 5 Zylindern wurden beim Vulcan gebaut, leisteten 12.500 PSi und verliehen den Schiffen eine Geschwindigkeit von 18,5 Knoten. Die Spree wurde 1899 beim Vulcan zum Zweischraubenschiff mit zwei Dreifachexpansionsmaschinen mit 4 Zylindern umgebaut. Die Gesamtleistung betrug jetzt 17.000 PSi, damit lief das in Kaiserin Maria Theresia umbenannte Schiff 20 Knoten.

## Die Kaiserschleuse begrenzt die Schiffsgröße
Die Abmessungen der Schnelldampfer waren durch die Breite (17 m) und Wassertiefe (7,93) der Kaiserschleuse in Bremerhaven beschränkt. Der NDL forderte daher seit 1884 den Bau einer größeren Schleuse, um mit der englischen und französischen Konkurrenz im Nordatlantikverkehr bezüglich der Schiffsgröße mithalten zu können. Erst die 1890 erfolgte Verlegung der Schiffsabfertigung nach Nordenham brachte den nötigen Druck. 1892 wurde endlich mit dem Bau der neuen 223 m langen und 45 m breiten Kaiserschleuse begonnen, die Durchfahrtsbreite der Schleusentore betrug 28 m. Bei der Fertigstellung 1896 war die Kaiserschleuse mit Abstand die größte Schleuse der Welt.

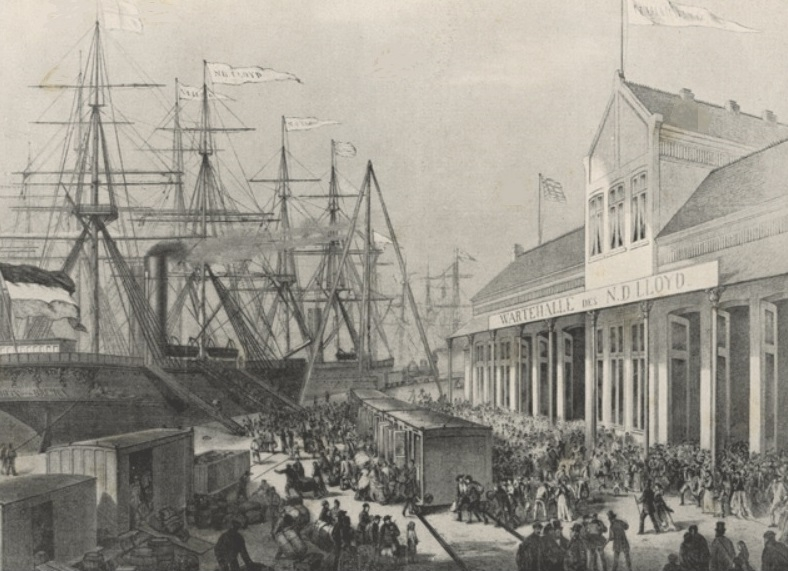
Abfertigung der Schnelldampfer in Bremerhaven

## Größere Schnelldampfer vom AG Vulcan Stettin
Der NDL wickelte die Nordatlantikfahrt zeitweise mit drei wöchentlichen Abfahrten ab, verfügte mit 11 Schnelldampfern über die größte Schnelldampferflotte und hatte mit 214.000 beförderten Passagieren 1891 einen Weltrekord aufgestellt. Keine Reederei beförderte zu dieser Zeit mehr Passagiere. Mit der Inbetriebnahme der neuen Kaiserschleuse wurden größere Schiffe bei der AG Vulcan Stettin bestellt und 1897 gewann der Schnelldampfer mit zwei Schrauben Kaiser Wilhelm der Große das Blaue Band.